# Richard Saykally

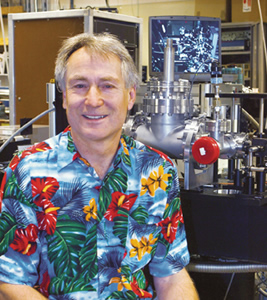
Richard Saykally

Richard James Saykally (* 10. September 1947 in Rhinelander, Wisconsin)  ist ein US-amerikanischer Chemiker.
Saykally entwickelte neue Methoden der Spektroskopie und ihrer Anwendung an molekularen Ionen, Wasserclustern, flüssigem Wasser, wässrigen Lösungen und ihren Oberflächen.

## Leben
Saykally erwarb 1970 an der University of Wisconsin-Eau Claire (Teil des University of Wisconsin System in Eau Claire) einen Bachelor und 1977 einen Ph.D. bei Claude Woods an der University of Wisconsin–Madison. Als Postdoktorand arbeitete Saykally bei Kenneth M. Evenson am National Institute of Standards and Technology (NIST) in Boulder, Colorado. Seit 1979 gehört Saykally zum Lehrkörper der University of California, Berkeley, zunächst als Assistant Professor, ab 1983 als Associate Professor und seit 1986 als ordentlicher Professor, zuletzt als Professor emeritus. Von 1988 bis 1991 wirkte Saykally dort als stellvertretender Leiter (Chairman) des Fachbereichs Chemie. Von 1983 bis 1991 und von 2002 bis 2009 forschte er zusätzlich am Lawrence Berkeley National Laboratory.

## Wirken
Zu den von Sykally und Mitarbeitern entwickelten Methoden der Spektroskopie zählen die Geschwindigkeitsmodulations-Spektroskopie (velocity modulation spectroscopy), die Terahertz-Vibration-Rotation-Tunnelungs-Spektroskopie von Clustern (terahertz laser vibration-rotation-tunneling spectroscopy of clusters), die Infrarot-Photonen zählende Spektroskopie (infrared photon counting spectroscopy), die Cavity-Ring-Down-Spektroskopie und die Röntgenspektroskopie flüssiger Mikro-Strahlen (X-ray spectroscopy of liquid microjets). Mit diesen Methoden konnten wichtige Erkenntnisse über die Eigenschaften unter anderem von Oxonium (H3O+), Hydroxidion (OH−) oder Ammonium (NH4+) sowie von kleinen Wasserclustern oder Kohlenstoffclustern (Fullerenen) gewonnen werden.
Saykally gehört zu den meistzitierten Chemikern (h-Index 112, Stand Mai 2024). Science Watch (Thomson Reuters) identifizierte ihn 1998 als einen der 16 einflussreichsten Chemiker (high impact).

## Auszeichnungen (Auswahl)
- 1989 Fellow der American Physical Society[4]
- 1995 Mitglied der American Academy of Arts and Sciences[5]
- 1999 Mitglied der National Academy of Sciences[6]
- 2000 Irving Langmuir Award[7]
- 2004 Ernest-Orlando-Lawrence-Preis[8]
- 2009 Peter Debye Award[9]
- 2012 Faraday-Vorlesung und -Preis[10]